# 宋鼎
宋鼎（？—？），洺州廣平縣（今河北雞澤東南）人，唐代官員。
開元年間，由崔沔荐举，歷官監察御史、殿中侍御史、吏部員外郎，累官潞州刺史。開元二十四年韓朝宗因“私其所亲”，貶洪州，孟浩然以诗相送，宋鼎代韓领荆州兼山南道采访处置使，以孟浩然为从事。開元二十五年，改任襄州刺史，兼按察使。後任廣州刺史、潞州長史。累官刑部侍郎。天寶三載，升遷尚書右丞、兵部侍郎。天寶四載（745）神會應宋鼎之請至洛阳，住荷泽寺。工於詩，《全唐詩》存其詩兩首。